# Mike Peplinski
Mike Peplinski (* 11. Februar 1974 in La Grande, Oregon) ist ein US-amerikanischer Curler. 
Peplinski startete mit dem Curling 1984. Sein internationales Debüt hatte Peplinski bei der Curling-Juniorenweltmeisterschaft 1991 in Glasgow, wo er eine Bronzemedaille gewann. 
Peplinski spielte als Third der US-amerikanischen Mannschaft bei den XVIII. Olympischen Winterspielen in Nagano im Curling. Die Mannschaft um Skip Tim Somerville belegte nach ein 4:9-Niederlage um den 3. Platz gegen Norwegen um Skip Eigil Ramsfjell den vierten Platz.

## Erfolge
- 3. Platz Juniorenweltmeisterschaft 1991, 1994